# نادي سبتة
نادي سبتة (بالإسبانية: Asociación Deportiva Ceuta)‏ نادِ كرة قدم إسباني أسس في عام 1996. تم حلَّ النادي سنة 2012 لعدم دفع مستحقات اللاعبين حيث بلغ إجمالي المطالبات 600 ألف يورو.

## روابط خارجية
- AD Ceuta